# Verwaltungsbezirk Ebeleben
| Basisdaten                                                     | Basisdaten              |
| -------------------------------------------------------------- | ----------------------- |
| Bestandszeitraum                                               | 1850–1882 und 1897–1912 |
| Verwaltungssitz                                                | Ebeleben                |
| Fläche                                                         | 253 km² (1910)          |
| Einwohner                                                      | 14.512 (1910)           |
| Bevölkerungsdichte                                             | 57 Einw./km² (1910)     |
| Gemeinden                                                      | 26                      |
|                                                                |                         |
| Lage der Verwaltungsbezirke Ebeleben und Sondershausen (braun) |                         |

Der Verwaltungsbezirk Ebeleben existierte von 1850 bis 1882 und von 1897 bis 1912 im Fürstentum Schwarzburg-Sondershausen. Die Bezirksdirektion befand sich in Ebeleben. Das Gebiet des ehemaligen Verwaltungsbezirks gehört heute größtenteils zum Kyffhäuserkreis in Thüringen.

## Geschichte
Das Fürstentum Schwarzburg-Sondershausen bestand im 19. Jahrhundert aus den drei räumlich getrennten Landesteilen Sondershausen, Arnstadt und Gehren. Der Landesteil Sondershausen bildete die Unterherrschaft, während die Landesteile Arnstadt und Gehren als Oberherrschaft bezeichnet wurden.
Bei einer Neugliederung des Staatsgebietes im Jahre 1850 wurden in der Unterherrschaft die drei Verwaltungsbezirke Ebeleben, Sondershausen und Greußen gebildet. Der Verwaltungsbezirk Greußen wurde 1858 wieder aufgelöst und auf die Bezirke Sondershausen und Ebeleben aufgeteilt. Von 1882 bis 1897 wurde der Verwaltungsbezirk Ebeleben vorübergehend aufgehoben und die gesamte Unterherrschaft bildete während dieser Zeit den Verwaltungsbezirk Sondershausen.
Der Verwaltungsbezirk Ebeleben umfasste den Landstrich beiderseits des Flusses Helbe südlich der Hainleite. 1912 kam es zu einer weiteren umfassenden Gebietsreform in Schwarzburg-Sondershausen. Der Verwaltungsbezirk Ebeleben wurde nun endgültig aufgelöst und in den neuen Kreis der Unterherrschaft eingegliedert.

## Einwohnerentwicklung
|           | Verwaltungsbezirk Ebeleben |        |
| Jahr      | 1900                       | 1910   |
| Einwohner | 14.410                     | 14.512 |

Einwohnerzahlen der Gemeinden mit mehr als 1000 Einwohnern (Stand 1910):
| Gemeinde     | Einwohner |
| ------------ | --------- |
| Ebeleben     | 1.693     |
| Holzthaleben | 1.321     |
| Schernberg   | 1.108     |

## Städte und Gemeinden
| - Abtsbessingen - Allmenhausen - Bellstedt - Billeben - Ebeleben, Stadt - Großbrüchter - Großenehrich, Stadt - Großmehlra - Gundersleben - Himmelsberg - Hohenebra - Holzsußra - Holzthaleben | - Keula - Kleinbrüchter - Rockensußra - Rockstedt - Rohnstedt - Schernberg - Thalebra - Thüringenhausen - Toba - Urbach - Wenigenehrich - Wiedermuth - Wolferschwenda |